# Fernando Gallego

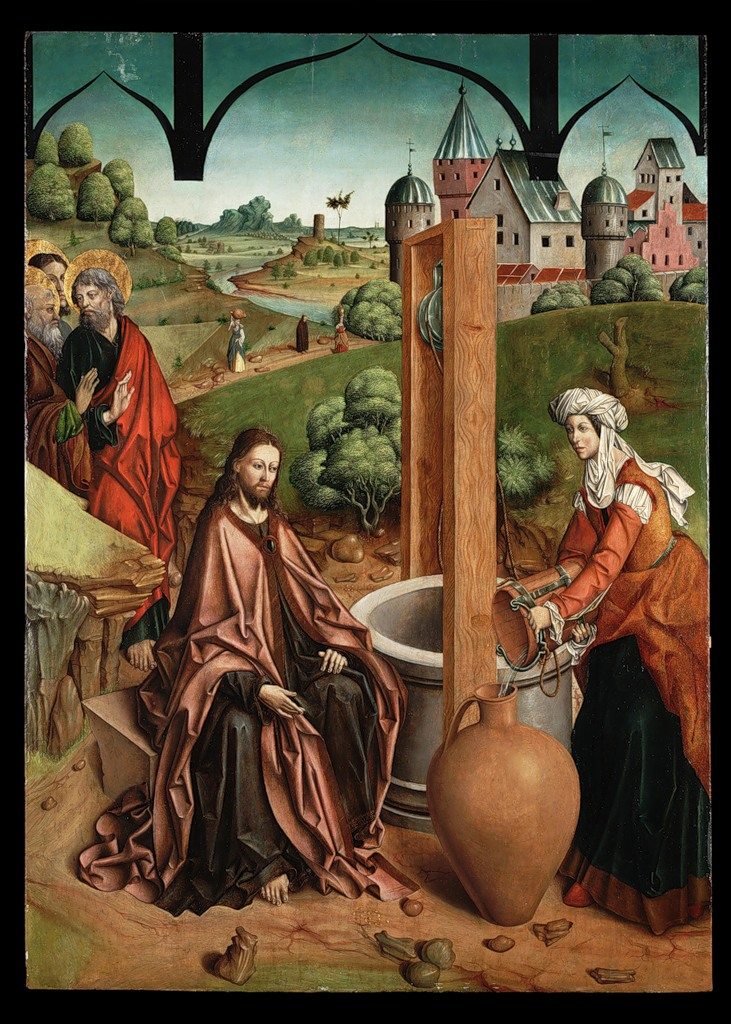
Fernando Gallego – Jesus und die Samariterin

Fernando Gallego (auch Gallegos, * um 1440 in Salamanca; † nach 1507 in Salamanca) war ein spanischer Maler zwischen der Spätgotik und Frührenaissance.

## Werk
Fernando Gallego wurde während seiner Lehrzeit vermutlich von der Niederländischen Malerei des Dierick Bouts und der zeitgenössischen deutschen Zeichnung des Martin Schongauer beeinflusst. Diese Einflüsse zeigen sich in dem frühesten von ihm erhaltenen Werk, dem Ildefonso-Retabel (1468), das sich in der Kathedrale von Zamora befindet. In Salamanca gründete Gallego im Jahr 1473 eine Werkstatt. Von den dort dokumentierten Aufträgen sind die Ausführungen größtenteils verschollen, darunter sechs Flügelaltäre, die er ab 1475 für die Kathedrale von Coria angefertigt haben soll.
Von 1479 bis 1493 fertigte Gallego – meist in Zusammenarbeit mit anderen Meistern – Fresken für die Universitätsbibliothek von Salamanca an, auf denen heraldische Figuren und allegorische Anspielungen auf die antike Mythologie zu sehen sind. Sie und der nach 1492 geschaffene Segnende Christus vom Laurentius-Altar der Kirche San Lorenzo el Real in Toro (Museo del Prado, Madrid) zeigen Einflüsse der italienischen Frührenaissance.
Die Kirche von Arcenillas (ca. 8 km südöstlich von Zamora) beherbergt Teile eines Fernando Gallego und seiner Werkstatt zugeschriebenen Bilderzyklus aus den Jahren 1490 bis 1494.
Die in der Galerie zu sehende Madonna der Katholischen Könige ist ein Werk, das in Kastilien in den frühen 90er Jahren des 15. Jahrhunderts entstanden ist. Nach Emile Bertraux sehen wir die Heiligen Thomas und Domenikus, links: Ferdinand V., Infant Juan und den Großinquisitor Tomas de Torquemada sowie rechts: Königin Isabella, die Tochter Dona Isabel und dahinter den italienischen Humanisten, Erzieher des Infanten Pedro Martir de Anghiera.

## Stil
Seine Bilder zeichnen sich durch eine uneinheitliche, oft disproportionierte Gestaltung aus, die auf starke Arbeitsteilung schließen lässt. In realistisch und detailreich geschilderten Szenen werden meist wirkungsvolle Häupter, prunkvolle Gewänder und bewegt gestikulierende Körper dargestellt. Beispiele hierfür finden sich in der Pietà (Museo del Prado, Madrid) und den Tafeln des Marien-Triptychons (Museo Diocesano, Salamanca).

## Galerie

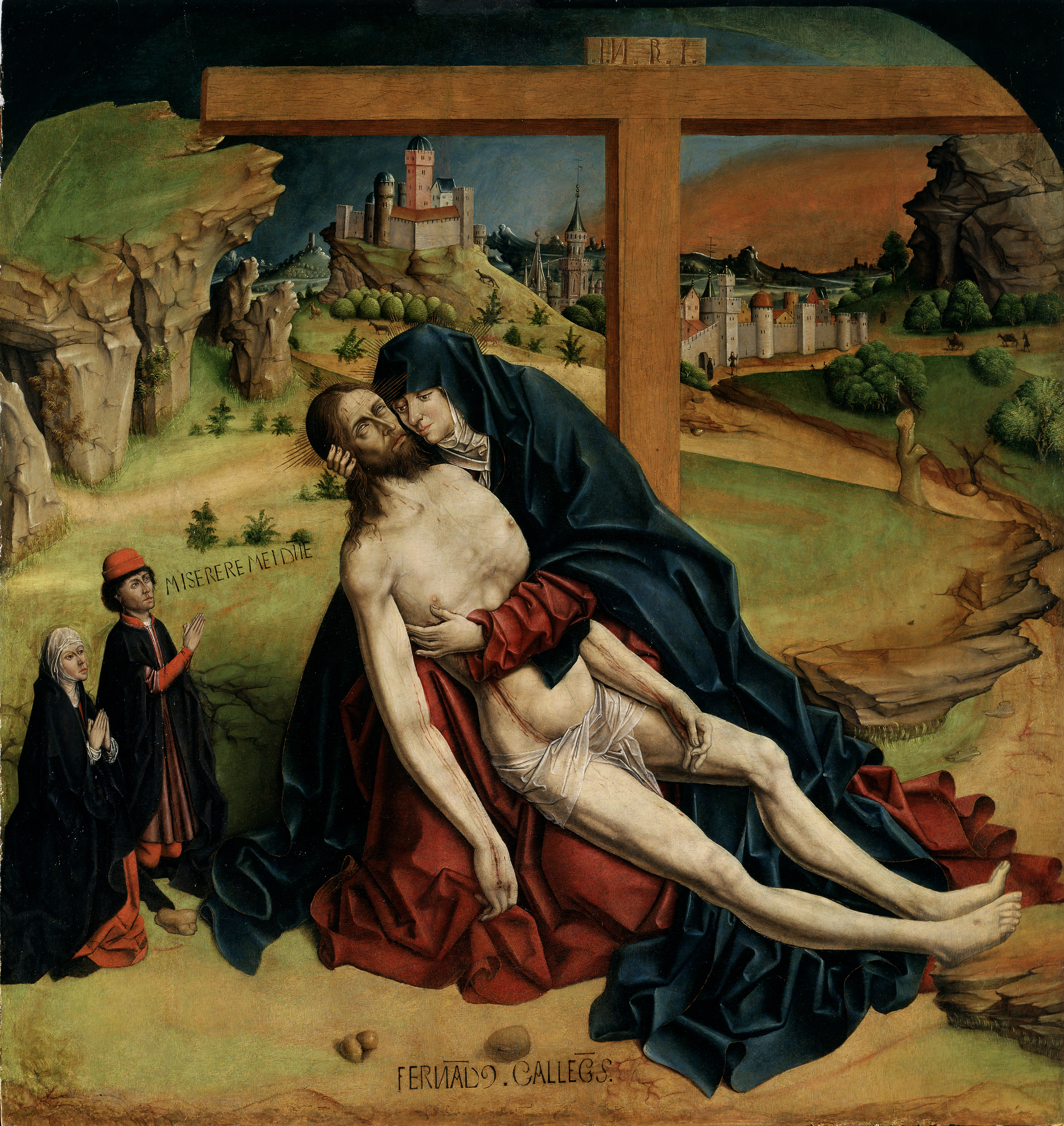
Pietà (1470) Museo del Prado, Madrid; Das Werk ist signiert!
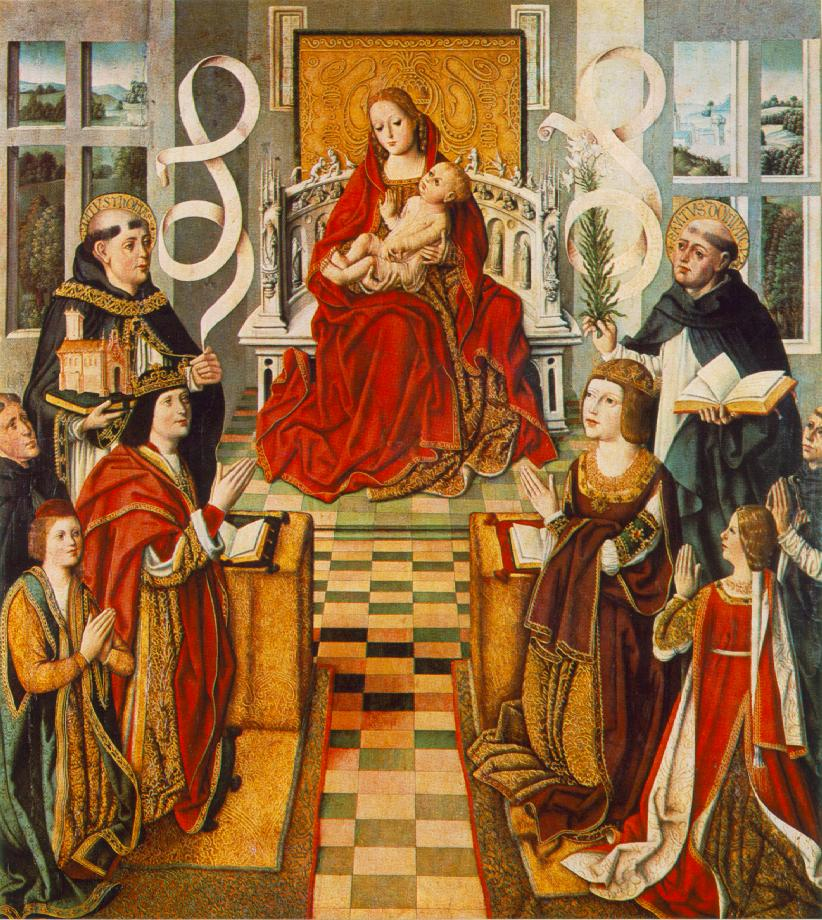
Madonna der katholischen Könige (1490–95) Museo del Prado, Madrid
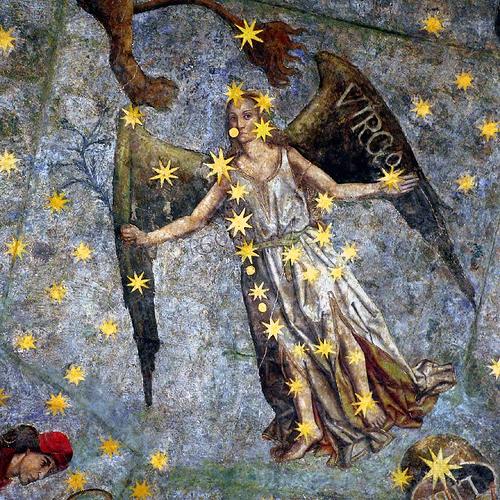
Der Himmel von Salamanca (1490) Universität von Salamanca
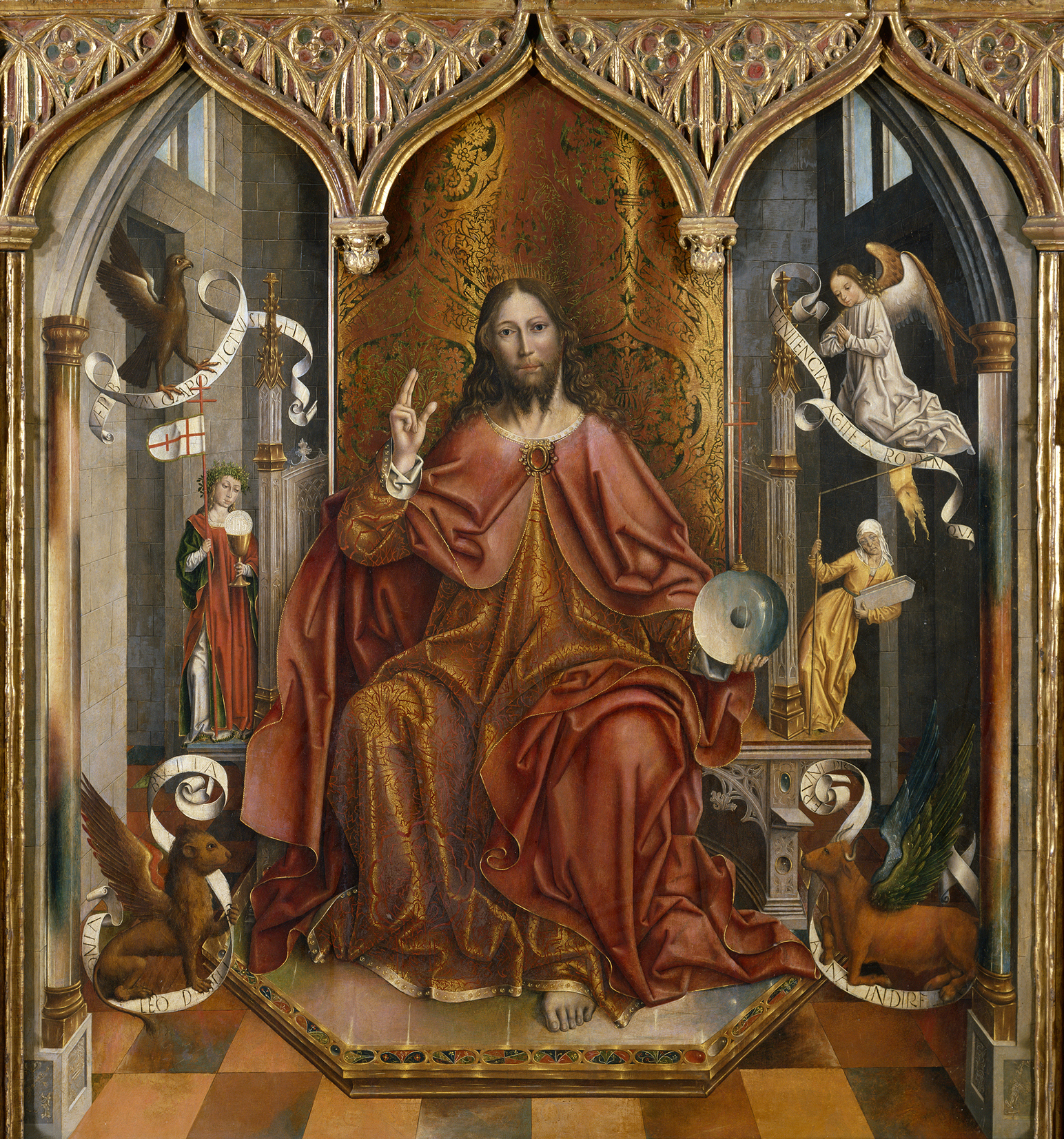
Segnender Christus (nach 1492) Museo del Prado, Madrid